# Tim Bagley

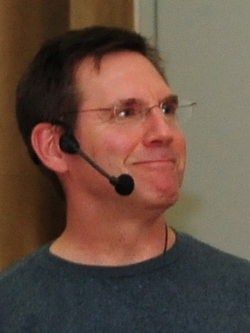
Tim Bagley (2010)

Tim Bagley  (* 17. August 1957 in Minneapolis, Minnesota; als Timothy Hugh Bagley) ist ein US-amerikanischer Schauspieler.

## Leben und Karriere
Geboren in Minneapolis, Minnesota, wuchs er in Madison und Trempealeau County, beide im Bundesstaat Wisconsin, und in Niles, Michigan auf. Nach seinem Schulabschluss zog er in den Süden Kaliforniens, um an der California State University, Fullerton, Kunst und Psychologie zu studieren und mit der Musikgruppe The Young Americans aufzutreten.
Nach dem College verdiente er sich seinen Lebensunterhalt zunächst unter anderem als Page, als Tänzer und als Butler in der Playboy Mansion. Schließlich schloss er sich der Schauspielgruppe The Groundlings an und war zwischen 1989 und 1995 für diese als Schauspieler und Autor aktiv. So schrieb er unter anderem eine One-Man-Show über seine Erfahrungen als Butler in der Playboy Mansion. Im Filmbusiness etablierte er sich 1994 mit einer Nebenrolle in Die Maske. Es folgten Gastauftritte in zahlreichen Erfolgsserien wie Seinfeld, Emergency Room – Die Notaufnahme und Akte X – Die unheimlichen Fälle des FBI.
Von 2000 bis 2001 spielte er eine Hauptrolle in der Comedyserie Strip Mall. Von 2000 bis 2006 war er mehrfach in der Erfolgscomedy Will & Grace zu sehen und spielte danach auch wiederkehrende Rollen in King of Queens, Immer wieder Jim und Monk.

## Filmographie (Auswahl)
- 1994: Die Maske (The Mask)
- 1995: Seinfeld (Fernsehserie)
- 1997: Emergency Room – Die Notaufnahme (ER, Fernsehserie)
- 1999: Akte X – Die unheimlichen Fälle des FBI (The X-Files, Fernsehserie)
- 1999: Austin Powers – Spion in geheimer Missionarsstellung (Austin Powers: The Spy Who Shagged Me)
- 2000–2001: Strip Mall (Fernsehserie)
- 2000–2020: Will & Grace (Fernsehserie)
- 2003–2007: Immer wieder Jim (According to Jim, Fernsehserie)
- 2004–2007: King of Queens (Fernsehserie)
- 2004–2009: Monk (Fernsehserie)
- 2004: The Day After Tomorrow
- 2007: Beim ersten Mal (Knocked Up)
- 2008: Desperate Housewives (Fernsehserie)
- 2010: Operation: Endgame
- 2012: Immer Ärger mit 40 (This Is 40)
- 2013: Grimm (Fernsehserie, Pilot)
- 2013: Anger Management (Fernsehserie)
- 2015–2022: Grace and Frankie (Fernsehserie)
- 2016–2019: Teachers (Fernsehserie)
- 2019: Otherhood
- 2020: AJ and the Queen
- 2021: Call Me Kat (Fernsehserie)
- 2024: Ein neuer Sommer (Miniserie)